# Rumex alpinus
Rumex alpinus L. es una especie de plantas de la familia de las poligonáceas. 

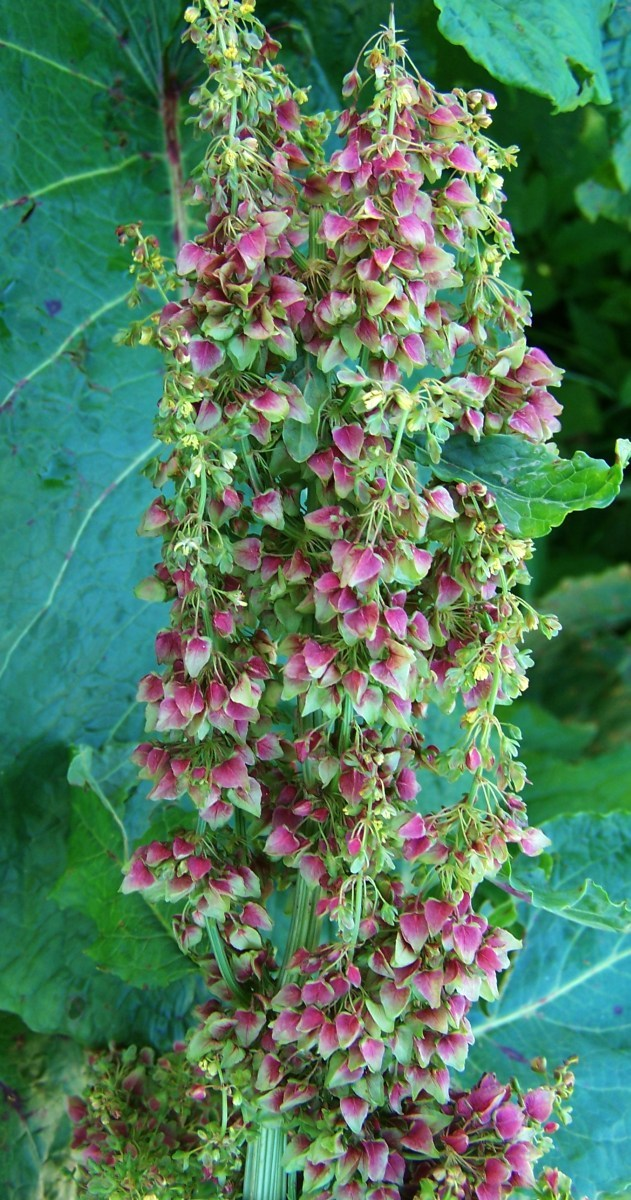
Inflorescencia

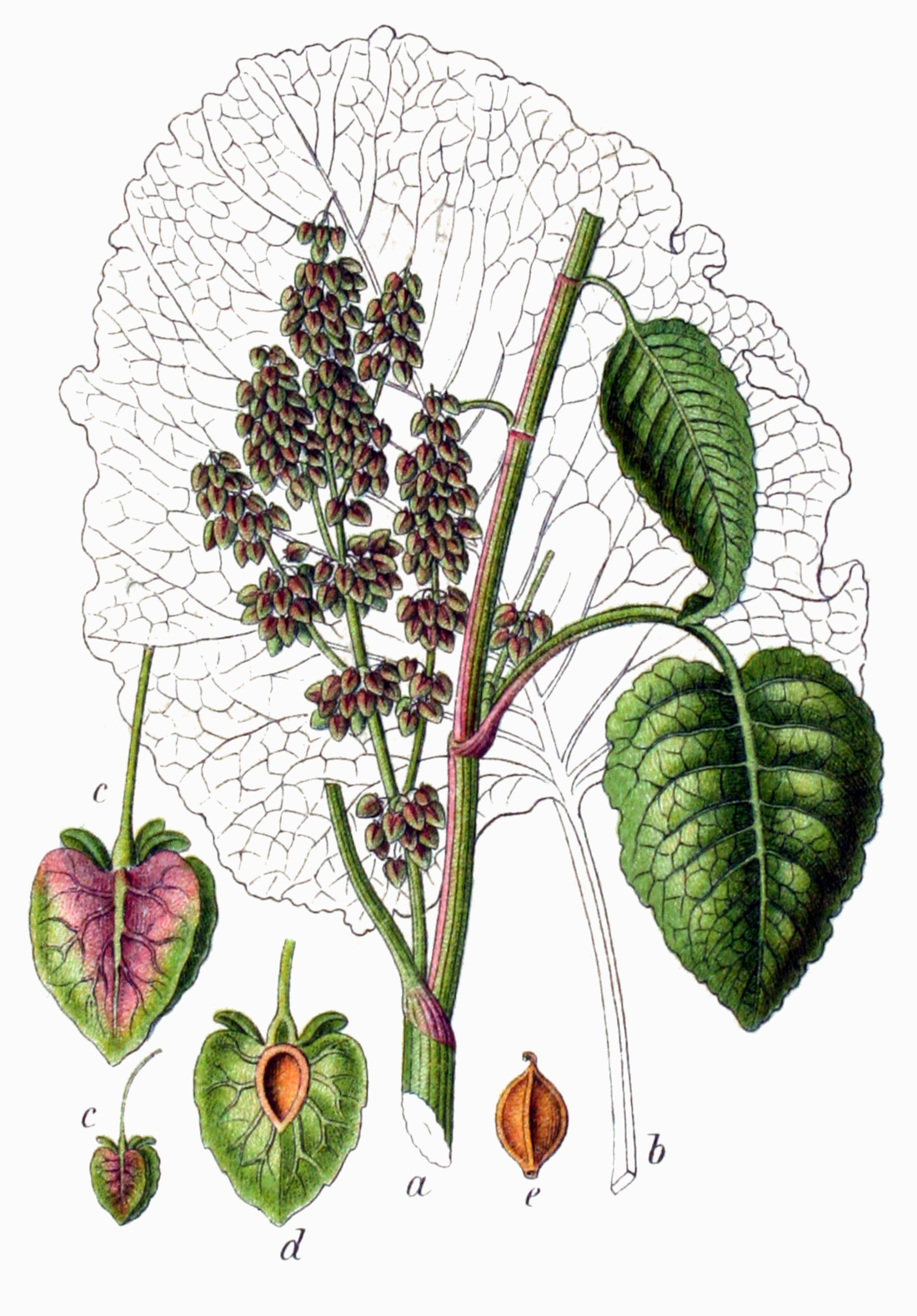
Ilustración

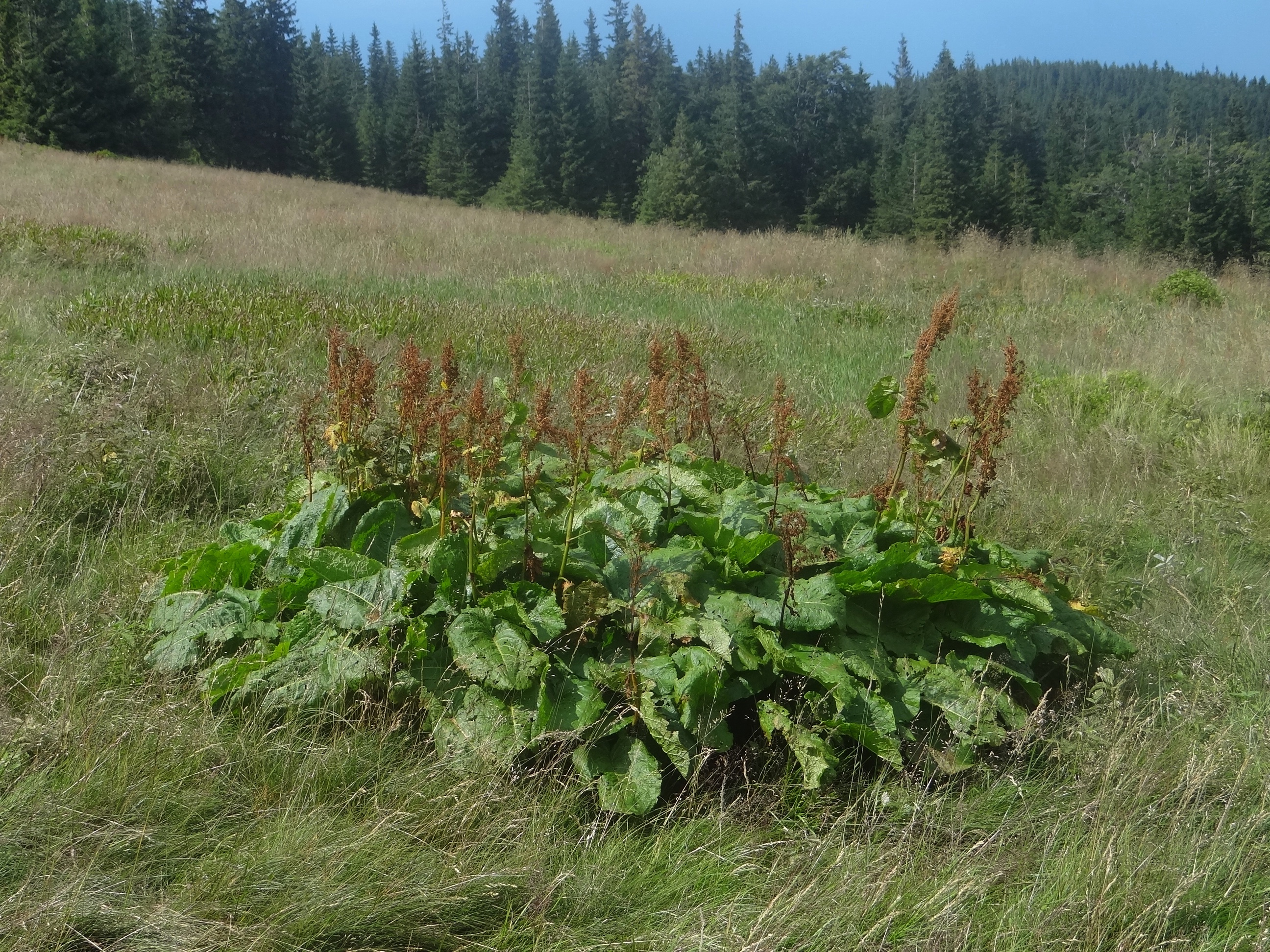
Vista de la planta

## Distribución y hábitat
Crece en las montañas del centro y sur de Europa. En zonas elevadas, entre 1200 a 2600 metros sobre el nivel del mar. La especie se encuentra establecida en Escocia y América del Norte. Prefieren zonas de hierba alta, húmedas y suelos ricos en nitratos.

## Descripción
Planta herbácea perenne con una gran envergadura. El tallo empieza a ramificarse en la parte superior de la planta.  Consigue un crecimiento elevado, de unos 50 a 100 cm. El grueso rizoma crece horizontalmente.  Poco después de que la nieve se deshiele aparecen unos brotes con una coloración que va desde el verde-amarillento al rojo.  La parte inferior de las hojas tienen un borde ondulado y puede llegar hasta los 50 centímetros de largo. Estas son como las hojas lanceoladas de tallo largo.
La planta tiene una larga panícula floral densamente ramificada.  El fruto tiene la cáscara verde.  En el interior de la cáscara están los frutos (sin dientes) de un color marrón rojizo. El fruto está limitado por la cáscara, formada por tres piezas.  El periodo de floración es de junio a agosto. 

## Propiedades
Antiguamente, las hojas se cocían y se conservaban como chucrut.  Ya que brinda una valiosa cantidad de proteínas a los cerdos.
En la medicina popular, el rizoma, como el del ruibarbo, se ha utilizado como laxante. 

## Taxonomía
Rumex alpinus fue descrita por   Carlos Linneo  y publicado en Species Plantarum 1: 334. 1753.
Etimología
Ver: Rumex
alpinus: epíteto latíno que significa "de las montañas".
Sinonimia
- Rumex   maximus Campd.
- Rumex iseriensis Gand.
- Lapathum alpinum (L.) Lam.
- Acetosa alpina (L.) Moench
- Rumex pseudoalpinus Höfft
- Lapathum rotundifolium Friche-Joset & Montandon
- Lapathum montanum Bubani
- Rheum rhaponticum[3]

## Nombres comunes
- rapóntico vulgar, ruibarbo bastardo, ruibarbo de monjes, ruipóntico vulgar.[4]